# Área de Conservação da Paisagem de Kääpa

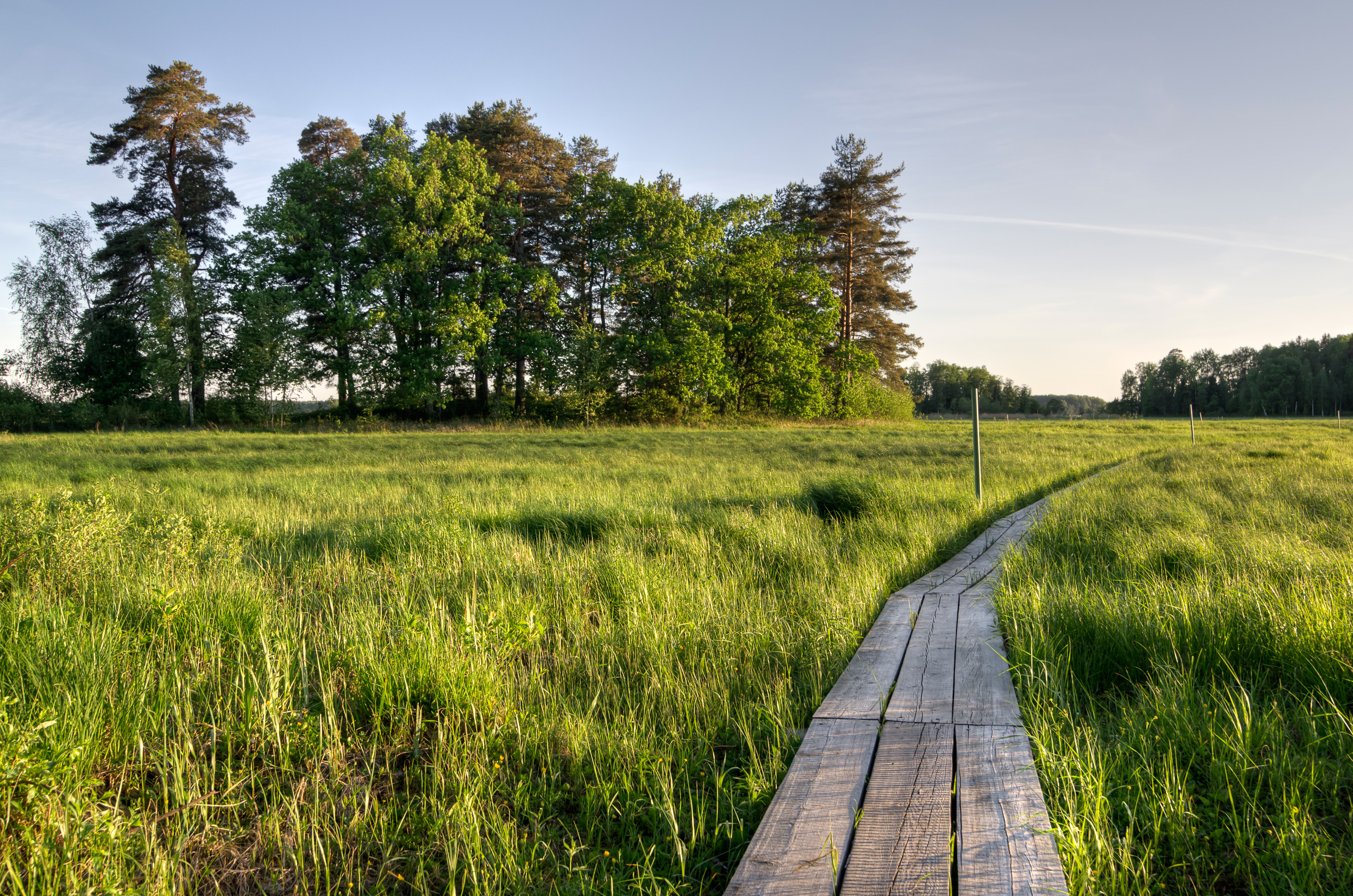
Estônia: trilha de caminhada do Lago Kaiu, área de proteção paisagística Kääpa

A Área de Conservação da Paisagem de Kääpa é um parque natural situado no Condado de Tartu, na Estónia.
A sua área é de 2296 hectares.
A área protegida foi designada em 1968 após a reorganização da Área Protegida de Tammeluha. Em 2005, a unidade de conservação foi reformulada como área de preservação paisagística.